# برت رینگروس
برت رینگروس (انگلیسی: Bert Ringrose; ۸ نوامبر ۱۹۱۶ – ۱۹۶۸ (۵۱−۵۲ سال)) بازیکن فوتبال اهل بریتانیا بود.
از باشگاه‌هایی که در آن بازی کرده‌است می‌توان به باشگاه فوتبال نوتس کانتی و باشگاه فوتبال تاتنهام هاتسپر اشاره کرد.